# 投39線
投39線 新街－坑口，是位於南投縣的一條鄉道，起點位於南投縣名間鄉新街，終點於南投縣名間鄉坑口，全長3.323公里。1966年此路首次列入鄉道系統，並保持相同編號與路線至今。

## 路線說明
南投縣
- 名間鄉：新街0.0k（起點，台3線岔路）→ 客庄巷 → 客庄0.4k（大中路岔路，銜接投28線）→ 華山街 → 大老巷1.7k（投39-1線岔路）→ 右轉 → 2.6k（投25線岔路）→ 山腳巷 → 左轉 → 坑口3.323k（終點，銜接農路農投名008線）

## 交會公路
- 台3線
- 投39-1線
- 投25線

## 沿線地標
- 1.5k里程碑一座，位於里程牌旁。